# Mischenried
Mischenried ist ein Gemeindeteil der Gemeinde Weßling im oberbayerischen Landkreis Starnberg.

## Geografie
Der Ort liegt circa zwei Kilometer nördlich von Weßling auf einer Lichtung im Mischenrieder Wald. 400 m nördlich, durch ein schmales Waldstück getrennt, führt die Autobahn A 96 vorbei. Neben wenigen Wohnhäusern besteht das Gut aus einer Reitanlage, einem Biotop und Ferienwohnungen.

## Geschichte
Mischenried wird erstmals im 16. Jahrhundert als Schwaige des Klosters Dießen erwähnt.
Noch 1752 besteht der Ort lediglich aus der Klosterschwaige. Im Laufe des 18. Jahrhunderts wurde die Kapelle angebaut. Gerichtlich unterstand Mischenried von 1765 bis 1848 der Herrschaft bzw. später dem Patrimonialgericht Seefeld.
Mit der Säkularisation 1802 fällt Mischenried vom Kloster Dießen an Kurbayern. Die Schwaige wird noch im frühen 19. Jahrhundert an eine Privatperson verkauft und wechselt in der Folge mehrfach den Besitzer. Nach einer Renovierung 1999 wird Mischenried heute als Reitanlage genutzt.